# الهجر بيت القاسي (مكيراس)

تعديل مصدري - تعديل

الهجر بيت القاسي هي إحدى قرى عزلة مكيراس بمديرية مكيراس التابعة لمحافظة البيضاء، بلغ تعداد سكانها 929 نسمة حسب تعداد اليمن لعام 2004.